# St. Johannes (Hemleben)

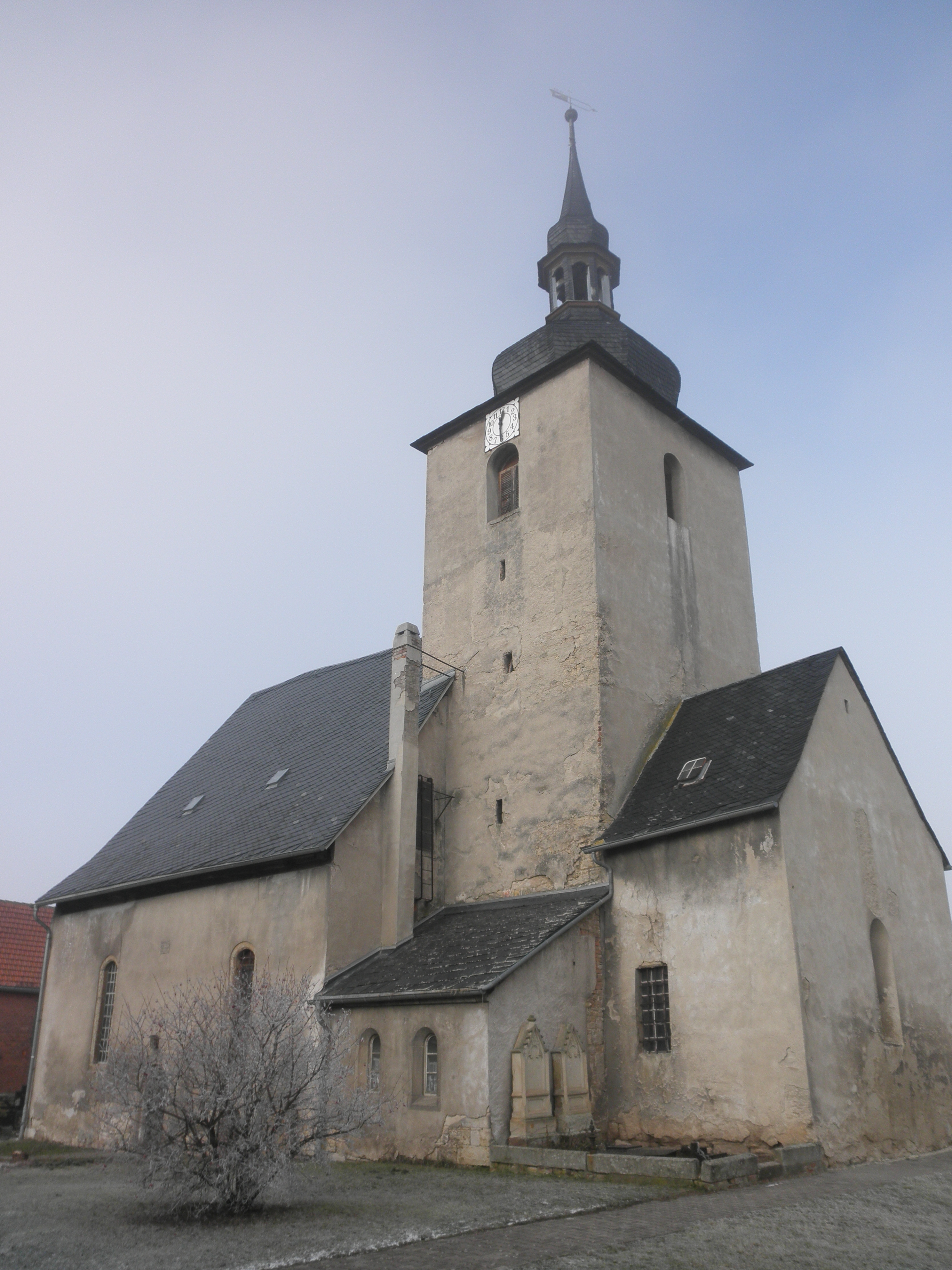
Die Kirche

Die evangelische Dorfkirche St. Johannes steht in Hemleben, einem Ortsteil von An der Schmücke, im Kyffhäuserkreis in Thüringen.

## Geschichte
Das Kirchenschiff der mittelalterlichen Dorfkirche wurde 1688 gebaut. Im Saal des Schiffes mit Gestühl und Empore stehen der Altar mit Altarblock und Altartisch, Kanzel, Taufstein, Lesepult und das Vortragekreuz. Deckenmalereien schmücken den Raum. Neben der Orgel besitzt das Gotteshaus auch ein Harmonium.
Zur Kirche gehören der Friedhof am Gotteshaus sowie verschiedene Grabmale.
Der Kirchturm der einschiffigen Chorturmkirche besitzt eine geschweifte Haube und eine Laterne. Im Ostende des Hauses befindet sich der rechteckige Chor.